# انحطاط غرب
انحطاط غرب (به انگلیسی: The Decline of the West)، (به آلمانی: Der Untergang des Abendlandes) نام یک کتاب تاریخی-ادبی است که توسط اسوالد اشپینگلر، نویسندهٔ اهل آلمان نوشته شده‌است. این کتاب یکی از آثار مشهور ادبی جهان است.این کتاب توسط مهدی فدائی به فارسی ترجمه شده‌است.

## ترجمه به فارسی
فصل سیاست از کتاب انحطاط غرب اسپوالد اشپنگلر به زبان فارسی ترجمه شده و با مشخصات زیر به چاپ رسیده‌است:
- اش‍پ‍ن‍گ‍ل‍ر، اوس‍وال‍د، فلسفۀ سیاست از کتاب "انحطاط غرب"، ترجمه و توضیح به‌قلم هدایت‌الله فروهر، [بی‌جا: بی‌نا]‏‫، ۱۳، ‬(تهران: ‏‫موسوی‏‫، چاپخانه)؛ ‏‫۱۰۴ ص.‬
  - اش‍پ‍ن‍گ‍ل‍ر، اوس‍وال‍د، فلسفۀ سیاست: چهرۀ عریان دمکراسی غرب، ترجمۀ هدایت‌الله فروهر، تهران: وزارت فرهنگ و ارشاد اسلامی، سازمان چاپ و انتشارات: چاپ و نشر نظر‏‫، ۱۳۶۹؛ ‫۱۱۰ص.‬